# Монрупино
Монрупино (итал. Monrupino) — коммуна в Италии, располагается в регионе Фриули-Венеция-Джулия, в провинции Триест.
Население составляет 869 человек (2008 г.), плотность населения составляет 72 чел./км². Занимает площадь 12 км². Почтовый индекс — 34016. Телефонный код — 040.

## Демография
Динамика населения:

## Администрация коммуны
- Официальный сайт: